# 奶油攪拌器臺

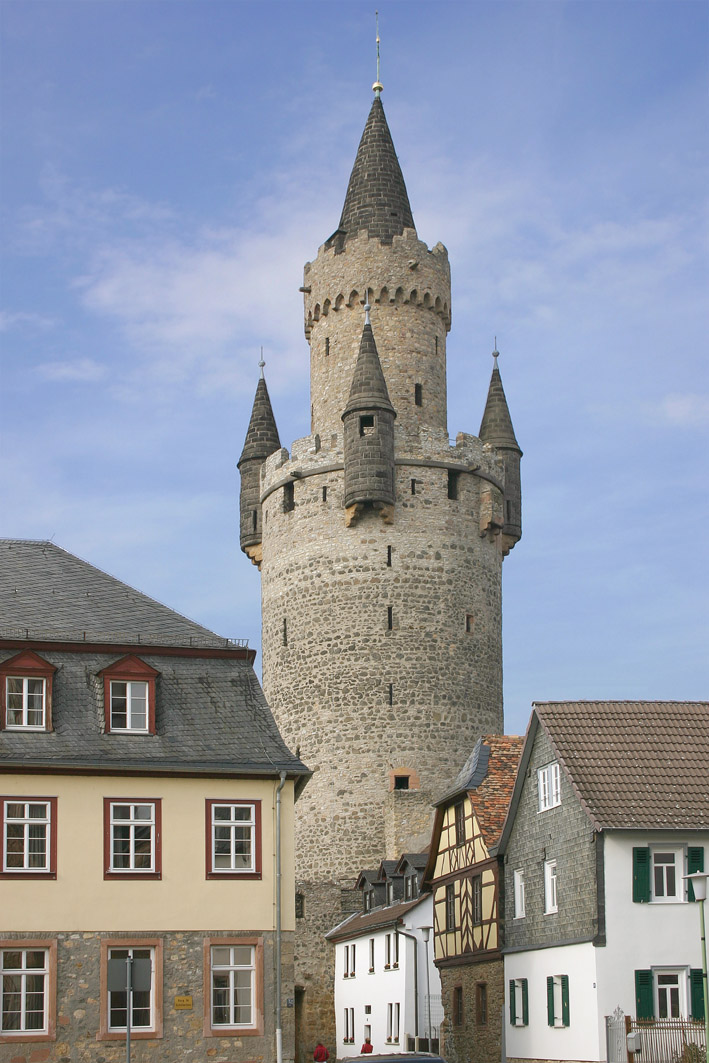
位於德國弗里德貝格的阿道夫臺（Adolfsturm），為一奶油攪拌器臺，高臺上附有角樓。

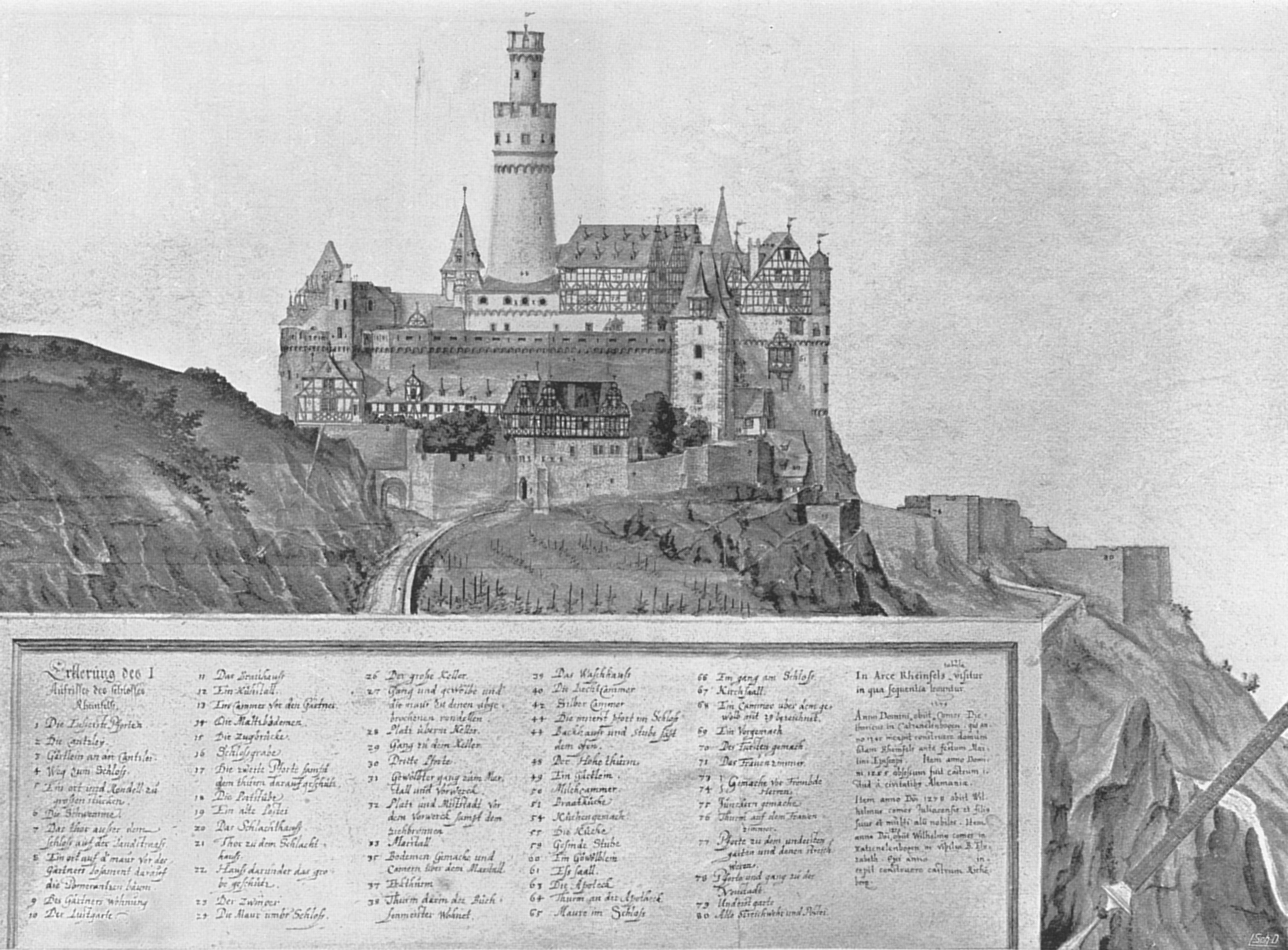
1607年，萊茵費爾斯城堡（Burg Rheinfels）上的奶油攪拌器臺。

奶油攪拌器臺（德語：Butterfassturm）是一種有兩種寬度的防禦臺，整座高臺由較寬的下半部與較窄的上半部組成，上半部與下半部的連接處為一戰鬥平臺，此處亦有城牆巡廊（chemin de ronde）的功能。奶油攪拌器臺通常上下都是建成圓柱形的，但也有少數是建成方柱形的。由於其上窄下寬的形狀類似奶油攪拌器因此得名。

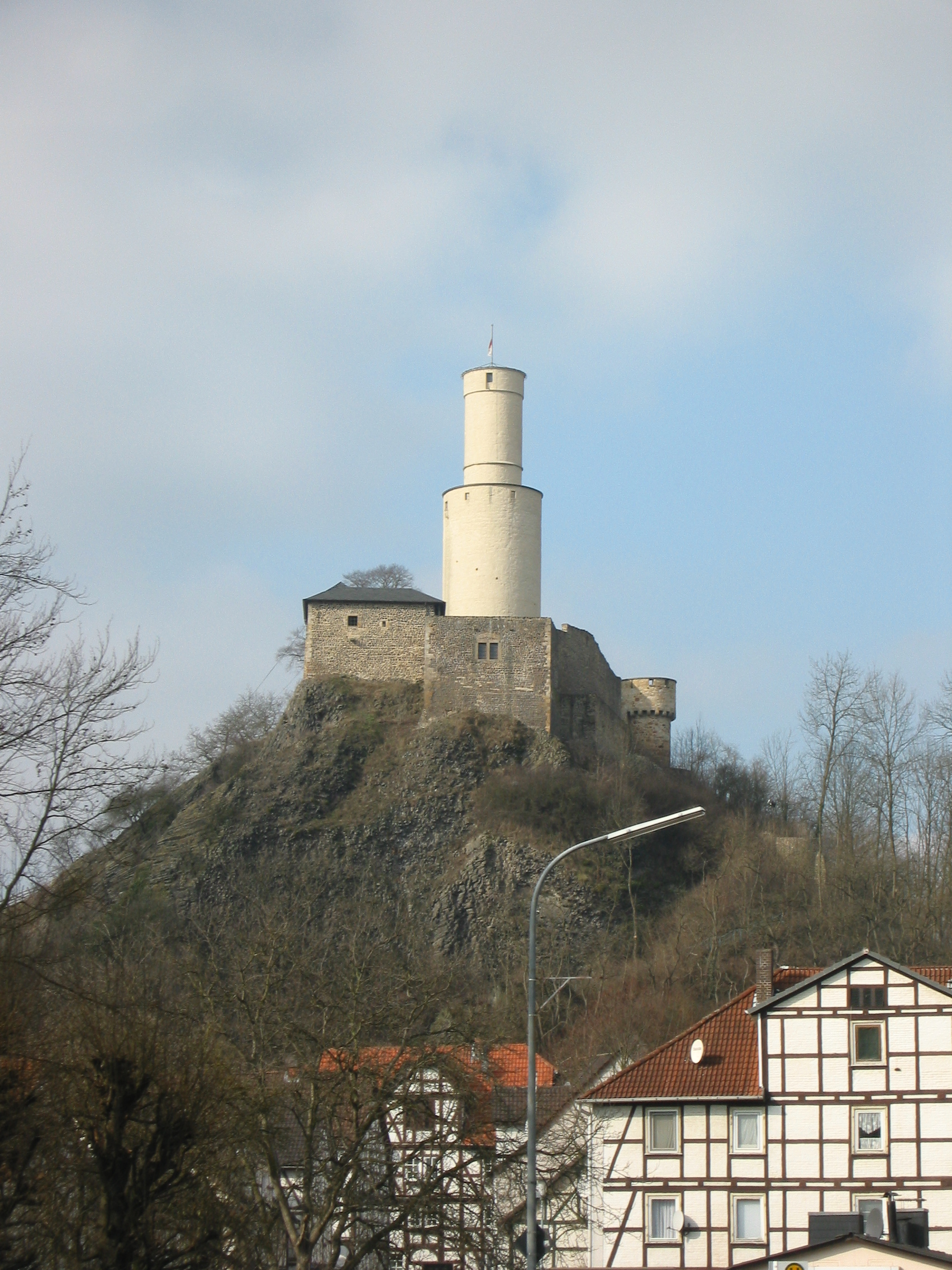
費爾斯堡（Felsburg）。